# Masters de Hamburgo 1995
El Abierto de Hamburgo de 1995 fue un torneo de tenis jugado sobre tierra batida, que fue parte de las Masters Series. Tuvo lugar en Hamburgo, Alemania, desde el 8 de mayo hasta el 15 de mayo de 1995.

## Campeones

### Individuales
Andrei Medvedev vence a  Goran Ivanišević, 6–3, 6–2, 6–1

### Dobles
Wayne Ferreira /  Yevgeny Kafelnikov vencen a  Byron Black /  Andrei Olhovskiy, 6–1, 7–6